# Мандьяйям Джерсаннидхи Тхирумалачар
У этого человека малаяльское имя, в котором Тхирумалачар — личное имя, Мандъяйям Джерсаннидхи — родовое имя или фамилия.
Мандьяйям Джерсаннидхи Тхирумалачар (англ. Mandyayam Jeersannidhi Thirumalachar, 1914—1999) — индийский миколог, фитопатолог и ботаник.

## Биография
Родился Тхирумалачар 22 сентября 1914 года в семье брахманов из касты айенгаров в Маллешвараме на северо-западе Бангалора. Отец — миколог М. Дж. Нарасимхан (1891—1970). С детства проявлял интерес к изучению микологии, учился в Майсурском университете. С 1939 по 1945 год Тхирумалачар читал лекции по ботанике в Майсурском университете.
В 1944 году защитил диссертацию на соискание степени доктора наук под руководством профессора Б. Б. Мундкура. В 1947 году Тхирумалачар получил степень доктора философии в Висконсинском университете под руководством профессора Джеймса Диксона. В 1949 году он являлся профессором фитопатологии в сельскохозяйственном колледже Бенаресского индуистского университета, затем до 1953 года работал фитопатологом в Центральном институте изучения картофеля в Патне.
Вместе с Эрнстом Борисом Чейном работал в Национальном институте здоровья в Риме. Затем продолжил изучение антибиотиков в Пимпри, пригороде Пуны, где работал в должности главного миколога в Индостанском центре исследования антибиотиков до 1974 года.
В 1974 году Тхирумалачар некоторое время преподавал в Институте патологии семян в Копенгагене. С 1975 по 1978 год в Миннесотском университете занимался изучением возможности пересадке человеческого гена, кодирующего синтез инсулина, в клетку дрожжеподобного микроорганизма.
С 1979 года работал в компании Dow Chemical, занимался разработкой препаратов против вирусов и микоплазм.
Скончался 21 апреля 1999 года в своём доме в Уолнат-Крике в Калифорнии.
Тхирумалачар — первооткрыватель таких антибиотиков как гамицин, дермостатин, ауреофунгин, антиамёбин, некроцитин, антипротозоин. Всего он издал свыше 460 публикаций.

## Некоторые научные работы
- G.G. Hansford, M.J. Thirumalachar. Fungi of south India (неопр.) // Farlowia. — 1948. — Т. 3, № 3. — С. 285—314.
- B.B. Mundkur, M.J. Thirumalachar. Ustilaginales of India. — 1952. — 84 с.
- M.J. Thirumalachar, J.N. Mishra. Contribution to the study of fungi of Bihar, India - I (англ.) // Sydowia : journal. — 1953. — Vol. 7. — P. 29—83.

## Роды, названные в честь М. Дж. Тхирумалачара
- Thirumalacharia Rathaiah, 1981
- Thirumalachariella Sathe, 1975 [= Phragmidium Henn., 1905]